# RBB Berlin
Der RBB Berlin war nach der Einstellung des vom Sender Freies Berlin betriebenen Senders SFB 1 vom 1. Mai 2003 bis 29. Februar 2004 vorübergehend das dritte Fernsehprogramm für Berlin. Es wurde vom neugegründeten Rundfunk Berlin-Brandenburg (rbb) veranstaltet. Bereits am 1. März 2004 wurden die beiden Fernsehprogramme RBB Berlin und RBB Brandenburg durch das gemeinsame neue rbb Fernsehen abgelöst.

## Geschichte
Im Jahr 1965 gründeten der NDR, Radio Bremen und der SFB ein gemeinsames drittes Fernsehprogramm, die „Nordkette“ (später: Nord 3, N3, heute: NDR Fernsehen). Die Federführung für die Nordkette lag beim NDR. Bis 1992 blieb der SFB an der Nordkette beteiligt.

Logo bis April 2003

Logo des SFB1-Vorgängers B1

Nach der deutschen Wiedervereinigung, durch die auch beide Teile Berlins wiedervereinigt wurden, beschloss der SFB, in Hinsicht auf die baldige Erschaffung privater Regionalprogramme für Berlin, ein eigenes regionales Fernsehprogramm zu starten. Ab Oktober 1992 startete der SFB sein eigenes regionales Fernsehprogramm. Damit schied der SFB aus dem Gemeinschaftsprogramm N3, das der SFB bis dahin gemeinsam mit dem NDR und Radio Bremen betrieb, aus. Dieses Programm hieß B1, was für Berlin 1 stand.
Am 21. April 2001 wurde das Programm auf einem analogen Astra-Satellitenkanal (täglich von 18 bis 2 Uhr) aufgeschaltet und in SFB1 umbenannt. Ein Grund für die Umbenennung war, dass viele Berliner das Kürzel B1 nicht mit dem SFB in Verbindung gebracht hatten.
Von Mai 2003 an (Fusion von SFB und ORB zum rbb) wurde das Programm als RBB Berlin verbreitet. Zum Sendeende März 2004 ging es gemeinsam mit RBB Brandenburg im neuen rbb Fernsehen auf. Seitdem werden lediglich die Abendschau im Berliner Regionalprogramm und Brandenburg aktuell im brandenburgischen Regionalprogramm täglich für 30 Minuten ab 19:30 Uhr getrennt gesendet.

## Sendungen (Auswahl)
- Berliner Abendschau
- Quivive
- zibb